# Pasta térmica

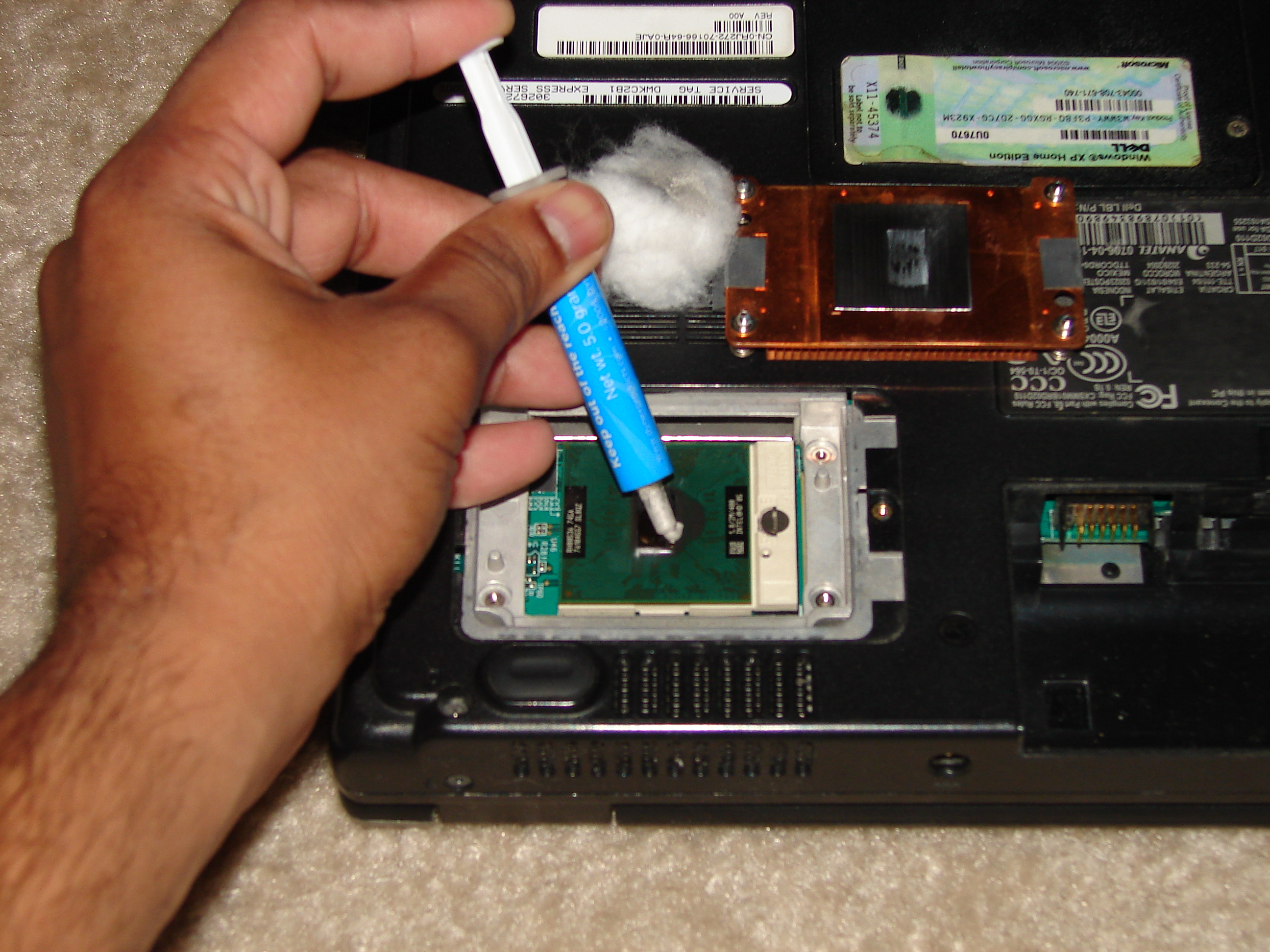
Pasta térmica sendo aplicada sobre uma placa-mãe para acoplar um processador.

A pasta térmica é um composto químico elaborado com elementos que sejam bons condutores de calor. Na informática, é usada, principalmente, para dissipar o calor do processador, transferindo-o para o dissipador que, por sua vez, vai ser resfriado por ação da ventoinha.
Ao encaixar o dissipador em cima do processador sem usar pasta térmica, algumas imperfeições não notadas a olho nu e ficam preenchidas de ar, que é mau condutor de calor. Assim, fica limitado o efeito do dissipador, que por sua vez, seria resfriado pela ventoinha. Com a aplicação da pasta térmica, as imperfeições diminuem consideravelmente. Além disso, a pasta térmica é elaborada com componentes que são bons condutores de calor, portanto passam muito mais calor do processador para o dissipador de calor. Por isso é um componente indispensável para usuários, tanto os considerados básicos a usuários avançados, os quais em boa parte fazem overclock em seus componentes de hardware para melhorar o desempenho destes.
Um erro comum ao aplicar a pasta térmica é aplicar em excesso, crendo que isso irá fazer com que resfrie mais o processador. Mas, na verdade, com a pasta térmica, consegue-se obter melhor resultado apenas corrigindo as imperfeições microscópicas da superfície do processador, que ficaria em contato direto com o dissipador, pois o metal (usado nos dissipadores) também é ótimo condutor de calor. Além de causar efeito adverso quando usada em excesso, algumas pastas térmicas também podem ocasionar curto-circuito nos processadores ou componentes próximos como capacitores expostos ou resistores, também expostos por, também, conduzirem corrente elétrica.